# Telmatoscopus superbus
Telmatoscopus superbus és una espècie d'insecte dípter pertanyent a la família dels psicòdids que es troba a Nord-amèrica: des de Nebraska fins al Quebec, Texas i Geòrgia, incloent-hi Louisiana, Alabama, Michigan i Nova Anglaterra.